# Liscomb (Iowa)
Liscomb est une ville du comté de Marshall, en Iowa, aux États-Unis. Elle est fondée en 1869 et incorporée le 23 mars 1874.

## Source de la traduction
- (en) Cet article est partiellement ou en totalité issu de l’article de Wikipédia en anglais intitulé « Liscomb, Iowa » (voir la liste des auteurs).